# 大滝伝十郎
大滝 伝十郎（旧字体：大瀧 傳十郞、おおたき でんじゅうろう、1861年8月1日（文久元年6月25日）- 1944年（昭和19年）11月15日）は、明治から昭和初期の農業経営者、実業家、政治家。衆議院議員、新潟県会議長。長男の岳母は衆議院議員 牧口義矩姉。四男は衆議院議員 丸山豊治郎 弟笠原謙治郞養子。

## 経歴
越後国頸城郡梶村（新潟県中頸城郡梶村、旭村、吉川町梶を経て現上越市吉川区梶）で、素封家・大滝甚十郎の二男として生まれた。儒者に師事して漢学を修めた。1883年（明治16年）12月、家督を相続した。
1886年（明治19年）梶村外23カ村戸長に就任。1889年（明治22年）町村制施行により旭村会議員に就任した。同年7月、新潟県会議員に選出され常置委員となる。1892年（明治25年）11月、稲岡嘉七郎県会議長らの収賄事件により第11代県会議長に就任した。
1898年（明治31年）3月、第5回衆議院議員総選挙（新潟県第8区）で初当選し、次の第6回総選挙でも再選され、衆議院議員に連続2期在任した。
実業界などでは、1898年、高田市成資銀行頭取に就任。その他、高田株式取引所理事長、高田貯蓄銀行頭取、旭村農会長、新潟県農工銀行監査役、同取締役、旭村地主会長、中頸城郡及高田市地主会副会長、地方森林会議員、六十三銀行取締役、旭信用組合理事組合長、新潟県農会特別議員、旭村耕地整理組合長、八十二銀行監査役、県農政協会長、県耕地協会副会長、新潟県山林会副会長などを務めた。

## 国政選挙歴
- 第3回衆議院議員総選挙（新潟県第8区、1894年3月、自由党）落選[8]
- 第4回衆議院議員総選挙（新潟県第8区、1894年9月、自由党）落選[6]
- 第5回衆議院議員総選挙（新潟県第8区、1898年3月、自由党）当選[6]
- 第6回衆議院議員総選挙（新潟県第8区、1898年8月、憲政党）当選[6]